# اسواتوپلوک پلوسکال
اسواتوپلوک پلوسکال (چکی: Svatopluk Pluskal؛ ۲۸ اکتبر ۱۹۳۰ – ۲۹ مهٔ ۲۰۰۵) یک بازیکن فوتبال، و مربی فوتبال اهل جمهوری چک بود.

## باشگاهی
از باشگاه‌هایی که در آن بازی کرده‌است می‌توان به دوکلا پراگ، باشگاه فوتبال باومیت یابلونتس اشاره کرد.

## تیم ملی
وی سابقه ۵۶ بازی در تیم ملی فوتبال چکسلواکی را در کارنامه دارد.